# Mokhtārābād
Mokhtārābād (persiska: مُختار آباد, مختار آباد) är en ort i Iran.   Den ligger i provinsen Lorestan, i den västra delen av landet, 400 km sydväst om huvudstaden Teheran. Mokhtārābād ligger 2 113 meter över havet och antalet invånare är 614.
Terrängen runt Mokhtārābād är kuperad.Runt Mokhtārābād är det ganska tätbefolkat, med 56 invånare per kvadratkilometer. Närmaste större samhälle är Nūrābād, 13,8 km öster om Mokhtārābād. Omgivningarna runt Mokhtārābād är i huvudsak ett öppet busklandskap.